# Madrugada
Madrugada (spanisch/portugiesisch für die Zeit zwischen Mitternacht und Sonnenaufgang) ist eine Indie-Rock-Band aus Stokmarknes, Norwegen. Der Klang der Band kann als melancholisch-kraftvoll beschrieben werden, ein Stil, den sie im Laufe der Zeit auf fünf Studioalben festigte.

## Geschichte

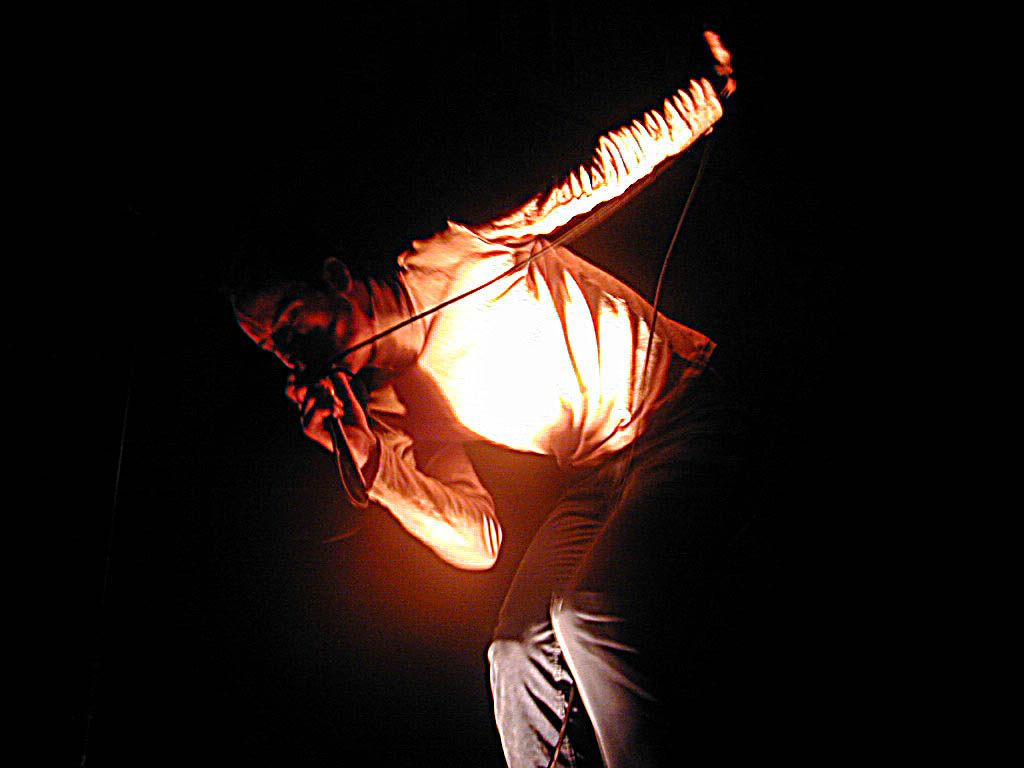
Sivert Høyem

Madrugada ging 1995 aus der Band Abbey's Adoption hervor. Nach anfänglichen Erfolgen in Norwegen erlangten sie mit ihrem ersten Album Industrial Silence (veröffentlicht 2000) einen hohen Bekanntheitsgrad in ganz Europa und darüber hinaus.
2002 verließ Schlagzeuger Jon Lauvland Pettersen die Band und wurde durch Simen Vangen ersetzt, der auf dem dritten Album Grit und auf den folgenden Konzerten trommelte. Er verließ die Band zwei Jahre später zugunsten anderer Projekte wieder. Auf dem vierten Album The Deep End spielt er zwar bei sieben von zwölf Liedern Schlagzeug, das Booklet des Albums weist jedoch keinen Schlagzeuger mehr als Bandmitglied aus. Die Band bestand weiter als Trio. Live wurden sie nun von Erland Dahlen unterstützt, der bei den übrigen fünf Liedern von The Deep End Schlagzeug spielte.
Die von Fans geschätzten Live-Qualitäten der Gruppe wurden erstmals 2005 auf dem Album Live at Tralfamadore festgehalten. Das Tralfamadore im Titel ist kein tatsächlicher (Veranstaltungs-)Ort, sondern eine Referenz auf die fiktive außerirdische Welt, die Kurt Vonnegut in seinem Roman Schlachthof 5 oder der Kinderkreuzzug beschrieb.

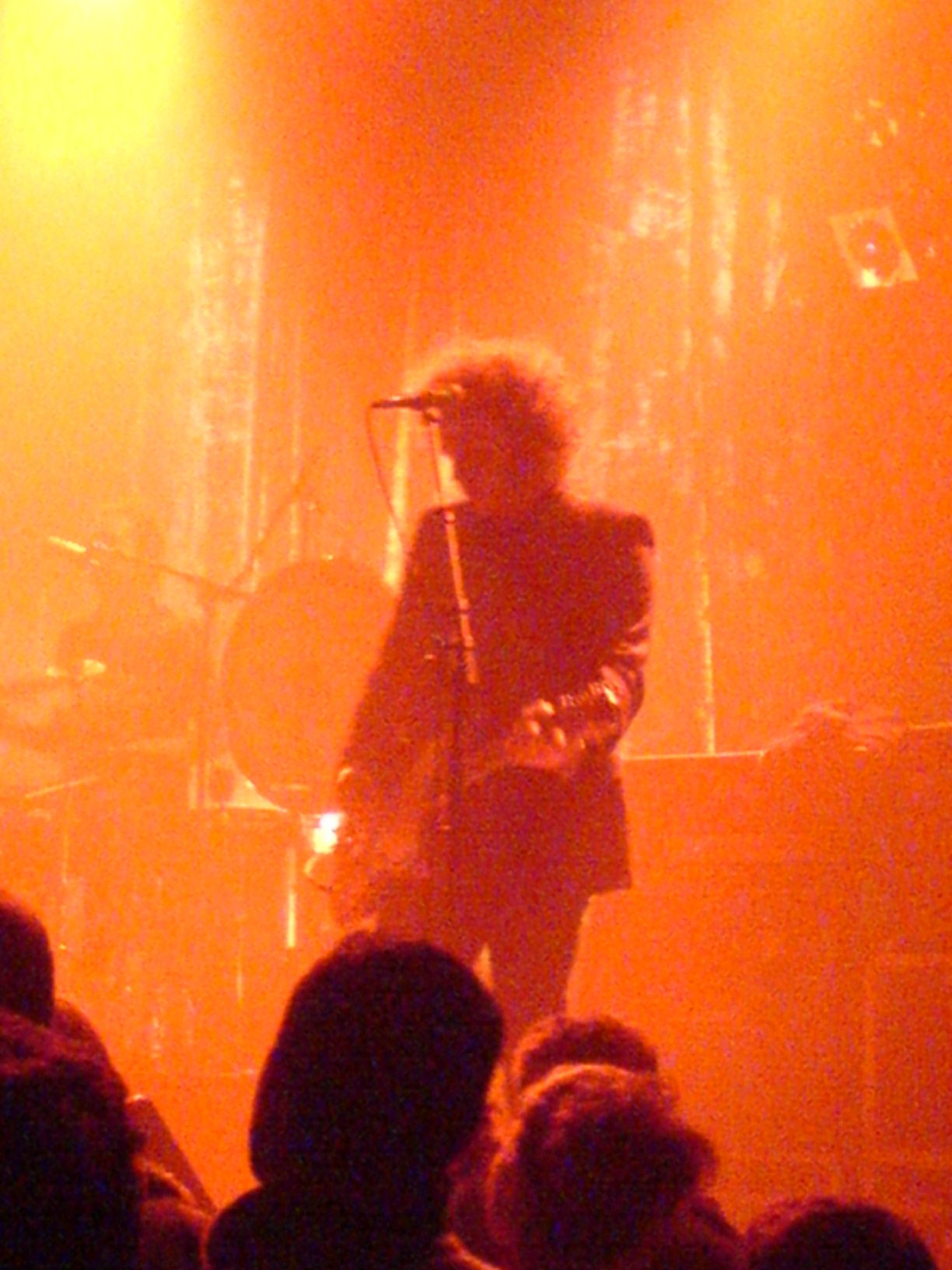
Robert Burås

Im Mai 2007 begann die Band mit den Aufnahmen zu einem neuen Studioalbum. Unerwartet wurde Gitarrist und Gründungsmitglied Robert Burås am 12. Juli 2007 tot in seiner Wohnung aufgefunden. Er war bis wenige Tage vor seinem Tod damit beschäftigt, neue Songs sowohl für Madrugada wie auch für sein eigenes Nebenprojekt My Midnight Creeps zu schreiben. Burås wurde 31 Jahre alt. Zur Todesursache wurden keine Angaben gemacht.
Sänger Sivert Høyem und Bassist Frode Jacobsen entschlossen sich schließlich, den ursprünglichen Zeitrahmen einzuhalten und trafen sich im Herbst 2007 mit John Agnello, ihrem Produzenten und Toningenieur, um die Aufnahmen im Grammofon Studio in Göteborg fortzusetzen und im November in New York fertigzustellen und zu mischen. Am 10. Dezember 2007 erschien die Single Look Away Lucifer, das Album Madrugada wurde am 21. Januar 2008 zunächst nur in Norwegen veröffentlicht, seit dem 9. Mai 2008 ist es auch in Deutschland erhältlich.
Im August 2008 gaben Madrugada bekannt, dass sie sich nach Weihnachten 2008 auf unbestimmte Zeit zurückziehen würden. Es sollte jedoch daran gearbeitet werden, bisher unveröffentlichtes Material zu veröffentlichen. 2010 erschien die Neuauflage des Erstlings Industrial Silence als Deluxe Edition, remastert und mit einer zweiten CD, die B-Seiten und unveröffentlichte Stücke aus der Entstehungszeit des Albums enthält. In Skandinavien erschien zudem eine Doppel-CD mit dem programmatischen Titel The Best of Madrugada unter deren 28 Liedern sich mit All this wanting to be free ein unveröffentlichtes Stück findet, das während der Produktion des letzten Studioalbums entstanden ist.
Im Juni 2018 kündigte die Band auf Facebook anlässlich des 20-jährigen Jubiläums des Industrial Silence-Albums für Februar 2019 zwei Konzerte in Oslo an, denen eine umfangreiche Comeback-Tournee durch Europa folgte. Für die 75 Shows wurden die verbliebenen Mitglieder der Originalbesetzung durch Cato Salsa und Christer Knutsen verstärkt. Im März 2019 erschien zudem mit Half-Light der erste neue Song der Band seit 2008.
2022 erfolgte die Veröffentlichung von Chimes at Midnight, ihrem ersten Studioalbum seit 2008, auf dem auch zwei Lieder enthalten sind, die Robert Burås als Co-Autoren ausweisen. Eine erweiterte Edition mit 5 Bonustracks erschien im September 2022.

## Diskografie

### Alben
| Jahr | Titel                        | Höchstplatzierung, Gesamtwochen, AuszeichnungChartplatzierungen (Jahr, Titel, Platzierungen, Wochen, Auszeichnungen, Anmerkungen) | Höchstplatzierung, Gesamtwochen, AuszeichnungChartplatzierungen (Jahr, Titel, Platzierungen, Wochen, Auszeichnungen, Anmerkungen) | Höchstplatzierung, Gesamtwochen, AuszeichnungChartplatzierungen (Jahr, Titel, Platzierungen, Wochen, Auszeichnungen, Anmerkungen) | Höchstplatzierung, Gesamtwochen, AuszeichnungChartplatzierungen (Jahr, Titel, Platzierungen, Wochen, Auszeichnungen, Anmerkungen) | Anmerkungen |
| Jahr | Titel                        | NO | DE | AT | CH | Anmerkungen |
| ---- | ---------------------------- | --- | --- | --- | --- | --- |
| 1999 | Industrial Silence           | NO1 Platin · (49 Wo.)NO | — | — | — | Erstveröffentlichung: 30. August 1999 Nach Wiederveröffentlichung als Deluxe-Edition 2010 erneut Platz 4 (7 Wo.)    |
| 2001 | The Nightly Disease          | NO1 Gold · (16 Wo.)NO | DE51 (4 Wo.)DE | — | — | Erstveröffentlichung: 20. Dezember 2001 Nach Wiederveröffentlichung als Deluxe-Edition 2011 erneut Platz 16 (2 Wo.) |
| 2002 | Grit                         | NO4 (32 Wo.)NO | DE86 (1 Wo.)DE | — | — | Erstveröffentlichung: 28. Oktober 2002                                                                              |
| 2005 | The Deep End                 | NO1 (41 Wo.)NO | — | — | — | Erstveröffentlichung: 11. April 2005                                                                                |
| 2005 | Live at Tralfamadore         | NO1 (33 Wo.)NO | — | — | — | Erstveröffentlichung: 14. Dezember 2005                                                                             |
| 2008 | Madrugada                    | NO1 (37 Wo.)NO | — | — | — | Erstveröffentlichung: 21. Januar 2008                                                                               |
| 2010 | Best of Madrugada            | NO2 Platin · (21 Wo.)NO | — | — | — | Erstveröffentlichung: 29. November 2010                                                                             |
| 2022 | Chimes at Midnight           | NO2 Gold · (4 Wo.)NO | DE6 (2 Wo.)DE | AT64 (1 Wo.)AT | CH6 (3 Wo.)CH | Erstveröffentlichung: 28. Januar 2022                                                                               |
| 2023 | Industrial Silence Tour 2019 | — | DE97 (1 Wo.)DE | — | CH62 (1 Wo.)CH | Erstveröffentlichung: 3. November 2023                                                                              |

### Singles
| Jahr | Titel Album                                        | Höchstplatzierung, Gesamtwochen, AuszeichnungChartsChartplatzierungen (Jahr, Titel, Album, Platzierungen, Wochen, Auszeichnungen, Anmerkungen) | Anmerkungen                              |
| Jahr | Titel Album                                        | NO | Anmerkungen                              |
| ---- | -------------------------------------------------- | --- | ---------------------------------------- |
| 1999 | New Depression –                                   | NO2 (14 Wo.)NO | EP                                       |
| 2000 | Electric Industrial Silence                        | NO13 (5 Wo.)NO |                                          |
| 2001 | Hands Up – I Love You The Nightly Disease          | NO1 Gold · (4 Wo.)NO |                                          |
| 2001 | A Deadend Mind The Nightly Disease                 | NO6 (2 Wo.)NO | EP                                       |
| 2002 | Ready Grit                                         | NO3 (3 Wo.)NO |                                          |
| 2005 | Lift Me –                                          | NO1 (22 Wo.)NO | feat. Ane Brun                           |
| 2007 | Look Away Lucifer Madrugada                        | NO4 (9 Wo.)NO |                                          |
| 2008 | Whatever Happened to You? Madrugada                | NO20 (1 Wo.)NO |                                          |
| 2008 | What’s on Your Mind? Madrugada                     | NO10 (5 Wo.)NO |                                          |
| 2019 | Half-Light Amundsen Soundtrack                     | — | Erstveröffentlichung: 1. März 2019       |
| 2021 | Nobody Loves You Like I Do Chimes at Midnight      | — | Erstveröffentlichung: 9. September 2021  |
| 2021 | Dreams At Midnight Chimes at Midnight              | — | Erstveröffentlichung: 23. September 2021 |
| 2021 | The World Could Be Falling Down Chimes at Midnight | — | Erstveröffentlichung: 15. Oktober 2021   |